# ایده (فیلم ۲۰۰۰)
ایده (به هندی: Tarkieb) فیلمی محصول سال ۲۰۰۰ و به کارگردانی اسماعیل شروف است. در این فیلم بازیگرانی همچون نانا پاتیکار، تابو، شیلپا شتی، آدیتای پانچولی، میلیند سمان، اشوتوش رانا، تیکو تالسانیا، آکیلندرا میشرا، راغوبیر یاداو، فرح، نیها ایفای نقش کرده‌اند.